# A5高速公路 (瑞士)

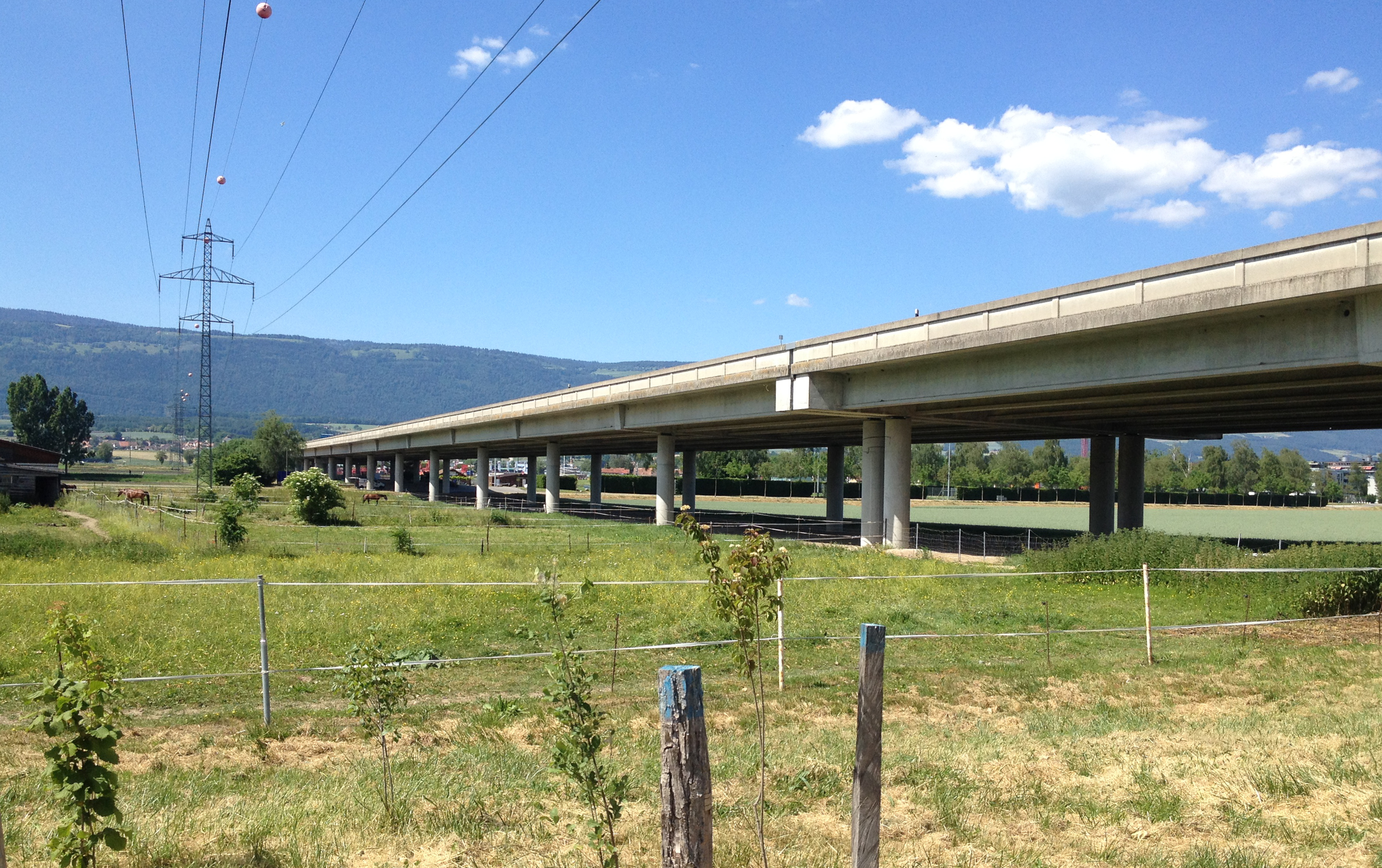
A5高速公路于沃州伊韦尔东莱班的高架桥

A5高速公路（德語：Autobahn 5），是瑞士西北部的一條高速公路，全長99公里，途径沃州、納沙泰爾州、伯恩州和索洛圖恩州。